# James Houston
James Houston IV (Fort Lauderdale, 16 novembre 1998) è un giocatore di football americano statunitense che milita nel ruolo di outside linebacker per i Detroit Lions della National Football League (NFL).

## Carriera

### Detroit Lions
Al college Houston giocò a football a Florida (2017-2020) e a Jackson State (2021). Fu scelto nel corso del sesto giro (217º assoluto) dai Detroit Lions nel Draft NFL 2022. Fu svincolato il 30 agosto 2022 ma rifirmò con la squadra di allenamento il giorno successivo. Fu promosso nel roster attivo il 28 novembre. Nella gara del Giorno del Ringraziamento contro i Buffalo Bills fece registrare 2 sack, 2 tackle solitari e un fumble recuperato in soli 5 snap difensivi. Mise a segno un sack anche in tutte le successive tre gare, diventando il terzo giocatore della storia della NFL a metterne a segno uno in tutte le prime quattro gare in carriera dopo Terrell Suggs e Santana Dotson. Nel penultimo turno fece registrare un massimo stagionale di 3 sack nella vittoria contro gli Houston Texans, prestazione che gli valse il riconoscimento di rookie della settimana. La sua prima annata si chiuse con 12 tackle, 8 sack e un fumble forzato in 7 presenze, 2 delle quali come titolare.

## Palmarès
- Rookie della settimana: 1

17ª del 2022